# 인공 두뇌
인공 두뇌(artificial brain) 또는 인공 정신(artificial mind)는 동물 또는 인간 두뇌와 유사한 인지 능력을 가진 소프트웨어 및 하드웨어이다.
"인공 두뇌" 및 뇌 에뮬레이션을 조사하는 연구는 과학에서 세 가지 중요한 역할을 한다.
1. 신경과학자들이 인지신경과학으로 알려진 인간 두뇌의 작동 방식을 이해하기 위한 지속적인 시도.
2. 인공지능 철학의 사고 실험으로, 적어도 이론상으로는 인간의 모든 능력을 가진 기계를 만드는 것이 가능함을 보여준다.
3. 포유류와 특히 인간과 같은 복잡한 중추신경계를 가진 동물의 행동과 비교할 수 있는 행동을 보이는 기계를 만들기 위한 장기 프로젝트. 인간과 유사한 행동이나 지능을 보이는 기계를 만드는 궁극적인 목표는 때때로 강한 인공지능이라고 불린다.

첫 번째 목표의 예는 영국 버밍엄의 애스턴 대학교에서 보고된 프로젝트이다. 여기서 연구원들은 알츠하이머, 운동 뉴런 및 파킨슨병을 포함한 질병에 대한 새로운 치료법을 개발하기 위해 생물학적 세포를 사용하여 "신경구"(작은 뉴런 덩어리)를 만들고 있다.
두 번째 목표는 존 설의 중국어 방 논증, 휴버트 드라이퍼스의 인공지능 비판 또는 로저 펜로즈의 The Emperor's New Mind에서의 논증과 같은 주장에 대한 반론이다. 이 비평가들은 기계로 시뮬레이션할 수 없는 인간 의식 또는 전문성의 측면이 있다고 주장했다. 그들의 주장에 대한 한 가지 답변은 뇌 내의 생물학적 과정이 어떤 정확도로든 시뮬레이션될 수 있다는 것이다. 이 답변은 일찍이 1950년에 앨런 튜링이 그의 고전 논문 "계산 기계와 지능"에서 제시했다.
세 번째 목표는 연구원들이 일반적으로 인공 일반 지능이라고 부른다. 그러나 레이 커즈와일은 "강한 인공지능"이라는 용어를 선호한다. 그의 저서 The Singularity is Near에서 그는 인공 두뇌 구현을 위한 접근 방식으로 재래식 컴퓨터를 사용한 전뇌 에뮬레이션에 초점을 맞추고, (컴퓨터 성능의 기하급수적 성장 추세가 지속된다는 근거로) 2025년까지 이것이 가능할 수 있다고 주장한다. 블루 브레인 프로젝트(뇌 에뮬레이션을 시도하는 프로젝트)의 이사인 헨리 마크럼은 2009년 옥스퍼드 TED 컨퍼런스에서 비슷한 주장(2020년)을 했다.

## 뇌 시뮬레이션 접근 방식

다양한 수준에서 인간 두뇌를 에뮬레이션하는 데 필요한 처리 능력 추정치(레이 커즈와일, 앤더스 산드버그 및 닉 보스트롬 출처), 연도별 TOP500에서 가장 빠른 슈퍼컴퓨터 매핑

고성능 컴퓨팅 엔진에서 인공 신경망을 사용하는 직접적인 인간 뇌 에뮬레이션이 일반적으로 논의되는 접근 방식이지만, 다른 접근 방식도 있다. 대안적인 인공 두뇌 구현은 홀로그래픽 신경 기술(HNeT) 비선형 위상 일관성/비일관성 원리를 기반으로 할 수 있다. 핵심 시냅스 알고리즘이 양자 역학적 파동 방정식과 강한 유사성을 가지기 때문에 양자 과정에 비유된다.
EvBrain은 "뇌와 같은" 신경망, 예를 들어 망막 바로 뒤의 네트워크를 진화시킬 수 있는 진화 소프트웨어의 한 형태이다.
2008년 11월, 펜타곤은 지능형 컴퓨터 제작 연구를 위해 IBM에 490만 달러의 보조금을 지급했다. 블루 브레인 프로젝트는 로잔에서 IBM의 도움으로 수행되고 있다. 이 프로젝트는 3천만 개의 시냅스를 적절한 3차원 위치에 배치함으로써 "컴퓨터 내"에서 뉴런을 인위적으로 연결하는 것이 가능하다는 전제에 기반을 두고 있다.
일부 강한 인공지능 옹호자들은 2009년에 블루 브레인 및 소울 캐처와 연결된 컴퓨터가 2015년경에 인간의 지적 능력을 초과할 수 있으며, 2050년경에 인간 두뇌를 다운로드할 수 있을 가능성이 높다고 추측했다.
블루 브레인이 복잡한 신경 연결을 대규모로 나타낼 수 있지만, 이 프로젝트는 뇌 활동과 뇌가 수행하는 행동 사이의 연결을 달성하지 못한다. 2012년, Spaun (Semantic Pointer Architecture Unified Network) 프로젝트는 매핑 외에도 복잡한 행동을 생성하는 대규모 신경 연결 표현을 통해 인간 두뇌의 여러 부분을 모델링하려고 시도했다.
Spaun의 디자인은 인간 뇌 해부학의 요소를 재현한다. 약 250만 개의 뉴런으로 구성된 이 모델은 시각 및 운동 피질, GABAergic 및 도파민성 연결, 배쪽 피개부(VTA), 흑질 등의 특징을 포함한다. 이 디자인은 타이핑되거나 손글씨로 작성된 문자의 시각적 입력과 기계 팔로 수행되는 출력을 사용하여 8가지 작업에 대한 여러 기능을 허용한다. Spaun의 기능에는 그림 복사, 이미지 인식 및 계산이 포함된다.
구현 전략에 관계없이 가까운 미래에 인공 두뇌를 실현할 것이라는 예측은 낙관적이라고 믿을 만한 충분한 이유가 있다. 특히 뇌(인간 두뇌 포함)와 인식은 현재 잘 이해되지 않고 있으며, 필요한 계산의 규모도 알려져 있지 않다. 또 다른 단기적인 한계는 현재의 모든 뇌 시뮬레이션 접근 방식이 인간 두뇌에 비해 훨씬 더 큰 전력 소비를 필요로 한다는 것이다. 인간 두뇌는 약 20W의 전력을 소비하는 반면, 현재의 슈퍼컴퓨터는 최대 1MW를 사용할 수 있다. 즉, 100,000배 더 많다.

## 인공 두뇌 사고 실험
일부 뇌 시뮬레이션 비평가는 자연을 모방하지 않고 직접 일반 지능형 행동을 만드는 것이 더 간단하다고 믿는다. 일부 해설자는 초기 비행 기계 제작 시 새를 본떴지만, 현대 항공기는 새처럼 보이지 않는다는 비유를 사용했다.

## 같이 보기
- AI에 의한 탈취
- 애니맷
- 인공 의식
- 인공지능
- 인공지능과 선거
- 인공지능 시스템
- 인공생명
- 인공지능 철학
- 생물학적 신경망
- 블루 브레인
- CoDi
- 인지적 구조
- 효과적 이타주의
- 고급 인공지능으로 인한 실존적 위험
- 인류 미래 연구소
- 인간 두뇌 프로젝트
- 다중 에이전트 시스템
- 신경형태 컴퓨팅
- 무한 언어 학습 시스템
- 닉 보스트롬
- 인공지능의 개요
- OpenWorm
- 로봇공학
- 시뮬레이션된 현실
- 초지능
- 튜링의 내기

## 내용주
1. ↑  The critics:
  - 틀:Searle 1980
  - Dreyfus, Hubert (1972), 《What Computers Can't Do》, New York: MIT Press, ISBN 0-06-090613-8
  - Penrose, Roger (1989), 《The Emperor's New Mind: Concerning Computers, Minds, and The Laws of Physics》, Oxford University Press, Bibcode:1989esnm.book.....P, ISBN 0-14-014534-6

Turing's (pre-emptive) response:
  - 틀:Turing 1950

Other sources that agree with Turing:
  - Moravec, Hans (1988), 《Mind Children》, Harvard University Press
  - Kurzweil, Ray (2005), 《The Singularity is Near》, New York: Viking Press, ISBN 0-670-03384-7.